# Libro del Pueblo de Dios
No confundirse con La Biblia de Nuestro Pueblo de Luis Alonso Schökel.
La Biblia. Libro del Pueblo de Dios, también conocida como Biblia Levoratti-Trusso, es una versión católica de la Biblia publicada en Argentina con un lenguaje sencillo y una traducción dinámica. Impulsada por la Conferencia Episcopal Argentina. Es la traducción castellana mostrada en el sitio web de la Santa Sede, en su edición de 1990. Se usa en la Tercera edición para los leccionarios de Bolivia, Paraguay, Uruguay, Chile y Argentina.
Además se usa en el leccionario de la Iglesia Católica Armenia, Greco-Melquita y Greco-Ucraniana.

## Traducción
La traducción de esta Biblia fue realizada principalmente por los sacerdotes Armando J. Levoratti y Alfredo B. Trusso, quienes escribieron las introducciones y notas.
El proceso tomó varias décadas, en 1964 los Padres Trusso y Mateo Perdía publicaron la traducción de los 4 Evangelios bajo el título "La Buena Noticia de Jesús". Luego al unirse el padre Levoratti tras la salida de Perdía se revisó nuevamente los evangelios y se tradujeron los demás libros del nuevo testamento hasta publicarse en 1968 como "El Libro de la Nueva Alianza".
Colaboraron en la traducción del Antiguo Testamento: Mateo Perdía, Orlando Aprile, Julián Falcato y Estela Picasso. Y en con el Nuevo Testamento: Rosa Falcato, Lucy Juritz, Luisa Peredo, María C. Teglia y Haydeé Uthurralt.
La traducción se presenta en un español para América Latina. Utiliza el principio de "Equivalencia dinámica" en contraste con la "Equivalencia formal" sin embargo intentando mantener la literalidad.

En una entrevista de 2014 Mons. Armando Levoratti explicó como surgió la necesidad de una traducción litúrgica para Sudamérica:
"Hasta ese entonces se leía el Evangelio en latín y después el sacerdote se daba vuelta y lo leía en castellano. Cuando estuvieron traducidos los textos del misal, vimos la necesidad de traducir todo el Nuevo Testamento porque, evidentemente, el Nuevo Testamento se iba a utilizar pronto en los nuevos textos litúrgicos. Así trabajamos hasta 1968 en la traducción del Nuevo Testamento. En esa época había más participación de los laicos, porque si bien la tarea era grande y pesada, sin embargo no se necesitaba muchísimo tiempo ni muchísima dedicación, de manera que yo preparaba los textos durante la semana y, después, durante el domingo, nos reuníamos con el P. Alfredo Trusso y un grupo de personas para revisar el texto y darle la forma más o menos definitiva."

-Mons. Armando Levoratti.
Luego de su fallecimiento Levoratti fue descrito como un "Discipulo de Mons. Straubinger" otro precursor de la traducción bíblica en Argentina.

### Características
Los libros del Antiguo Testamento están organizados en El Libro del Pueblo de Dios de manera distinta a otras biblias 
| Biblia hebreaTanaj (24 libros)         | Antiguo Testamento Biblia Libro del Pueblo de Dios (46 libros) | Antiguo Testamento Iglesia católica (46 libros) |
| -------------------------------------- | -------------------------------------------------------------- | ----------------------------------------------- |
| Torah o Pentateuco                     |                                                                |                                                 |
| Génesis                                | Génesis                                                        | Génesis                                         |
| Éxodo                                  | Éxodo                                                          | Éxodo                                           |
| Levítico                               | Levítico                                                       | Levítico                                        |
| Números                                | Números                                                        | Números                                         |
| Deuteronomio                           | Deuteronomio                                                   | Deuteronomio                                    |
| Nevi'im o Profetas                     | La Historia Profética                                          | Libros históricos                               |
| Josué                                  | Josué                                                          | Josué                                           |
| Jueces                                 | Jueces                                                         | Jueces                                          |
| ver abajo                              | ver abajo                                                      | Rut                                             |
| Samuel                                 | I Samuel                                                       | I Samuel                                        |
| Samuel                                 | II Samuel                                                      | II Samuel                                       |
| Reyes                                  | I Reyes                                                        | I Reyes                                         |
| Reyes                                  | II Reyes                                                       | II Reyes                                        |
| ver abajo                              | ver abajo                                                      | I Crónicas                                      |
| ver abajo                              | ver abajo                                                      | II Crónicas                                     |
| ver abajo                              | ver abajo                                                      | Esdras                                          |
| ver abajo                              | ver abajo                                                      | Nehemías                                        |
|                                        | ver abajo                                                      | Tobías                                          |
| ver abajo                              | Judit                                                          |                                                 |
| ver abajo                              | ver abajo                                                      | Ester                                           |
|                                        | ver abajo                                                      | I Macabeos                                      |
| ver abajo                              | II Macabeos                                                    |                                                 |
|                                        |                                                                | Libros sapienciales                             |
| ver abajo                              | ver abajo                                                      | Job                                             |
| ver abajo                              | ver abajo                                                      | Salmos                                          |
| ver abajo                              | ver abajo                                                      | Proverbios                                      |
| ver abajo                              | ver abajo                                                      | Eclesiastés                                     |
| ver abajo                              | ver abajo                                                      | Cantar de los Cantares                          |
|                                        | ver abajo                                                      | Sabiduría                                       |
| ver abajo                              | Eclesiástico                                                   |                                                 |
|                                        | Profetas mayores                                               |                                                 |
| Isaías                                 | Isaías                                                         | Isaías                                          |
| Jeremías                               | Jeremías                                                       | Jeremías                                        |
| ver abajo                              | ver abajo                                                      | Lamentaciones                                   |
|                                        | ver abajo                                                      | Baruc                                           |
| Ezequiel                               | Ezequiel                                                       | Ezequiel                                        |
| ver abajo                              | ver abajo                                                      | Daniel                                          |
|                                        | Profetas menores                                               |                                                 |
| Los Doce                               | Oseas                                                          | Oseas                                           |
| Los Doce                               | Joel                                                           | Joel                                            |
| Los Doce                               | Amós                                                           | Amós                                            |
| Los Doce                               | Abdías                                                         | Abdías                                          |
| Los Doce                               | Jonás                                                          | Jonás                                           |
| Los Doce                               | Miqueas                                                        | Miqueas                                         |
| Los Doce                               | Nahúm                                                          | Nahúm                                           |
| Los Doce                               | Habacuc                                                        | Habacuc                                         |
| Los Doce                               | Sofonías                                                       | Sofonías                                        |
| Los Doce                               | Ageo                                                           | Hageo                                           |
| Los Doce                               | Zacarías                                                       | Zacarías                                        |
| Los Doce                               | Malaquías                                                      | Malaquías                                       |
| Ketuvim o los Escritos de Canon hebreo |                                                                |                                                 |
| Salmos                                 | Salmos                                                         | ver arriba                                      |
| Proverbios                             | ver abajo                                                      | ver arriba                                      |
| Job                                    | Job                                                            | ver arriba                                      |
| ver arriba                             | Proverbios                                                     | ver arriba                                      |
| Cantar de los Cantares                 | ver abajo                                                      | ver arriba                                      |
| Rut                                    | Rut                                                            | ver arriba                                      |
| Lamentaciones                          | Lamentaciones                                                  | ver arriba                                      |
| ver arriba                             | Cantar de los Cantares                                         | ver arriba                                      |
| Eclesiastés                            | Eclesiastés                                                    | ver arriba                                      |
| Ester                                  | Ester                                                          | ver arriba                                      |
| Daniel                                 | Daniel                                                         | ver arriba                                      |
| Esdras (incluye Nehemías)              | Esdras                                                         | ver arriba                                      |
| Esdras (incluye Nehemías)              | Nehemias                                                       | ver arriba                                      |
| Crónicas (I Crónicas y II Crónicas)    | I Crónicas                                                     | ver arriba                                      |
| Crónicas (I Crónicas y II Crónicas)    | II Crónicas                                                    | ver arriba                                      |
| Escritos Apócrifos                     | Escritos «deuterocanónicos»                                    | Escritos «deuterocanónicos»                     |
| (No forman parte del canon hebreo)     | Judit                                                          | ver arriba                                      |
| (No forman parte del canon hebreo)     | Tobías                                                         | ver arriba                                      |
| (No forman parte del canon hebreo)     | I Macabeos                                                     | ver arriba                                      |
| (No forman parte del canon hebreo)     | II Macabeos                                                    | ver arriba                                      |
| (No forman parte del canon hebreo)     | Sabiduría                                                      | ver arriba                                      |
| (No forman parte del canon hebreo)     | Sirácida (Eclesiástico)                                        | ver arriba                                      |
| (No forman parte del canon hebreo)     | Baruc                                                          | ver arriba                                      |